# Schefflera piperoidea
Schefflera piperoidea är en araliaväxtart som beskrevs av Adolph Daniel Edward Elmer. Schefflera piperoidea ingår i släktet Schefflera och familjen araliaväxter. Inga underarter finns listade.